# 元長吉
元 長吉（ウォン・ジャンギル、朝鮮語: 원장길、1912年12月2日 - 2002年2月9日）は、日本統治時代の朝鮮および大韓民国の実業家、政治家。制憲韓国国会議員。
本貫は原州元氏。号は松湖。仏教徒。

## 経歴
日本統治時代の江原道江陵郡出身。農業実践中学校を経て、1935年に平壌医学専門学校卒。日本鍼術専門学院2年修了。木造機航船会社専務を経て、光復後は朝鮮青年同盟墨湖邑支部委員長、大韓独立促成国民会墨湖支部組織部長、大同青年団嶺東地区団部・墨湖邑団部団長、制憲国会議員、国会常任委員会運輸逓信委員会委員、朝鮮黒鉛無煙炭鉱会社理事長・社長・会長、自由党組織部次長・政治訓練院副院長・調査部次長、同胞愛中央委員会総務部長、大韓軍警援護会理事・専任副会長、韓国ユネスコ後援会常務理事、大韓老人会冠岳区支部長・ソウル市連合会長、大韓民国憲政会運営委員・民族文化統一会理事・編集委員会議長、新韓国道徳国民運動本部指導委員会議長、建国青年運動協議会本部副会長、制憲同志会会長、大韓民国建国会常任顧問・副会長を歴任した。

## 活動
国会議員在任中の1948年9月、韓米行政移譲協定反対声明書に署名し、翌10月に米軍の駐屯に反対する声明書の発表に参加した。その後は同人会・同成会に参加し、1949年2月4日、外国軍の即時撤退を要請する南北統一に関する緊急決議案の提出に参加し、同月23日に農地改革に関する臨時措置法案に賛成した。3月20日、32人の少壮派国会議員の1人として自主的な南北平和統一のメッセージを国連韓国委員団に伝えた。3月26日、附日反逆徒などによる謀利行為を粛清しようという敵産対策協会の宣言文に同調した。民主国民党に参加した後、1950年4月、趙炳玉を次期国務総理に推薦する連署に参加した。1952年10月、民国党を離党し、自由党に移籍した。

## エピソード
国会フラクション事件により、1949年8月11日に裵重赫、金英基、金益魯、車庚模と共に逮捕されたが、同年10月に拘束令状の執行から除外された。その直後に国民保導連盟に加入した。
1961年2月公布の公民権制限リストに含まれたが、1963年8月に民主共和党に入党した。1972年、制憲同志会の会員として10月維新を支持する声明書の発表に参加した。